# Montredon-Labessonnié
Montredon-Labessonnié é uma comuna francesa na região administrativa da Occitânia, no departamento de Tarn. Estende-se por uma área de 110.88 km², e possui 2.002 habitantes, segundo o censo de 2018, com uma densidade de 18 hab/km².